# National Novel Writing Month
NaNoWriMo pour National Novel Writing Month (en français « mois national d'écriture de roman »), est un projet d'écriture créative dans lequel chaque participant tente d'écrire un roman de 50 000 mots – soit environ 175 pages – en un seul mois. Le projet a débuté aux États-Unis en juillet 1999 avec 21 participants, et se tenait chaque année en novembre depuis 2000. En dépit de son nom, le projet était de portée internationale. En 2005, 59 000 personnes se sont inscrites, dont 10 000 ont atteint le but fixé. En 2017, plus de 306 000 personnes ont participé au challenge et plus de 34 000 ont atteint l'objectif des 50 000 mots.
En mars 2025, la réalisatrice Kilby Blades a publié une vidéo sur YouTube annonçant la fermeture de l’association à but non lucratif, évoquant des difficultés financières et la « virulence de la communauté ».

## Histoire
Chris Baty, écrivain indépendant, a lancé le projet en juillet 1999 avec 21 participants dans la région de la baie de San Francisco. En 2000, l'événement a été déplacé en novembre « pour profiter pleinement du temps misérable », et un site officiel a été créé, conçu par un ami de Baty. Cette année-là, 140 participants se sont inscrits, dont plusieurs venant d’autres pays. Baty a lancé un groupe Yahoo! pour faciliter les échanges entre participants et, après que les membres ont commencé à poser des questions sur les règles, il a établi les règles de base de l’événement : le roman doit être inédit, ne peut pas être coécrit et doit être soumis dans les délais pour être validé. Sur les 140 participants, 29 ont relevé le défi, validé manuellement par Baty lui-même.
L’année suivante, Baty s’attendait à un nombre similaire, mais 5 000 participants se sont inscrits, ce qu’il attribue à la diffusion de l’événement par les blogueurs puis par plusieurs médias, dont le Los Angeles Times et le Washington Post. Bien que Baty soit ravi de l’ampleur et de la popularité de l’événement, celui-ci a failli ne pas avoir lieu à cause de plusieurs problèmes techniques sur le site, ce qui a conduit à demander aux participants de se déclarer eux-mêmes vainqueurs sur la base de l’honneur ; finalement, 700 personnes l’ont fait.
En 2002, le site a bénéficié d’améliorations techniques et d’une plus grande automatisation. L’attention médiatique de National Public Radio et CBS Evening News a permis d’attirer encore plus d’intérêt, avec 14 000 participants. L’année suivante, l’équipe de NaNoWriMo a lancé le programme Municipal Liaison où des volontaires pouvaient modérer les forums et envoyer des emails d’encouragement. Ces responsables régionaux organisaient aussi des collectes de fonds et des réunions pour les participants locaux. Pendant le NaNoWriMo 2003, Baty a également commencé à écrire son premier livre No Plot? No Problem! en parallèle de son propre roman.
En 2006, NaNoWriMo est devenu une organisation à but non lucratif en raison de la croissance annuelle forte de l’événement. L’organisation s’appelait alors The Office of Letters and Light.
En 2011, le site NaNoWriMo a été refondu avec une nouvelle interface et de nouveaux forums. Baty a annoncé qu’il quitterait son poste de directeur exécutif en janvier 2012 pour se consacrer pleinement à l’écriture. Grant Faulkner lui a succédé. Le site a été migré de Drupal à Ruby on Rails. Lors du premier mois après le lancement, le site a accueilli plus d’un million de visiteurs et 39 millions de pages vues.
En 2015, 431 626 personnes (dans 633 régions différentes) ont participé à NaNoWriMo, parmi lesquelles plus de 40 000 ont gagné.
En 2017, NaNoWriMo a lancé une campagne de financement pour une nouvelle refonte du site, récoltant 57 320 dollars. Le nouveau site a été lancé en 2019.
Fin 2023, Grant Faulkner a quitté son poste de directeur exécutif. En 2024, plusieurs changements de personnel ont eu lieu, avec la nomination de Kilby Blades, ancienne présidente du conseil d’administration, comme directrice par intérim, tandis que Faulkner occupait le poste de directeur de la gestion financière de décembre 2023 à février 2024. Cette année-là, l’organisation a publié sur son site un article intitulé « Quelle est la position de NaNoWriMo sur l’intelligence artificielle (IA) ? », déclarant que l’utilisation de l’IA était acceptable et soulignant que « la condamnation catégorique de l’intelligence artificielle comporte des sous-entendus classistes et validistes ». Cette prise de position a suscité une controverse dans la communauté en ligne, plusieurs utilisateurs sur les réseaux sociaux annonçant qu’ils retiraient leur soutien ou leur participation à NaNoWriMo. Certains ont aussi remarqué que des fabricants d’outils d’écriture IA, tels que ProWritingAid, figuraient désormais parmi les sponsors de l’événement. L’auteur Daniel José Older a démissionné du comité des écrivains de NaNoWriMo, tout comme Maureen Johnson du comité des jeunes écrivains, en réponse à cette déclaration. NaNoWriMo a également perdu un sponsor, la plateforme de collaboration Ellipsus, et le site The Mary Sue a noté que FreeWrite avait été retiré de la liste des sponsors.
En réponse à la controverse, NaNoWriMo a affirmé que son commentaire sur le validisme et le classisme était pertinent face à la dynamique de harcèlement observée sur ses réseaux sociaux. Ils ont précisé que la déclaration initiale n’était pas une représentation complète de leur position sur le sujet. Ces précisions n’ont pas suffi à apaiser les critiques.
Le 31 mars 2025, la directrice Kilby Blades a publié une vidéo sur YouTube annonçant la fermeture de l’association à but non lucratif, évoquant des difficultés financières et la « virulence de la communauté ».

## Règlements
Le roman peut porter sur n'importe quel sujet, dans n'importe quel genre et dans n'importe quelle langue. L'utilisateur doit s'inscrire sur le site officiel de Nanowrimo. Le roman doit être débuté au plus tôt minuit, le 1er novembre, et être terminé avant minuit, le 30 novembre, temps local. La planification et les notes anticipées sont permises, mais aucun matériel écrit plus tôt ne peut entrer dans le corps du roman. Il y a débat quant à savoir si l'idéal est d'écrire un roman complet de cinquante mille mots, ou plus simplement d'écrire les cinquante mille premiers mots d'un roman, pas nécessairement complet, la dernière façon de voir étant peut-être plus satisfaisante.

## Prix
Il n'y a aucun prix concret pour avoir atteint le but fixé des 50 000 mots, et rien pour empêcher la fraude. Puisque la seule récompense est la satisfaction de faire l'exercice, un certificat que les participants doivent imprimer d'eux-mêmes, l'inclusion dans une liste de participants gagnants, et le droit d'employer une icône sur leur page internet personnelle, la tricherie est assez injustifiée. Une partie intégrante de l'effort réside dans les forums relatifs, où on peut trouver conseil, information, critique et appui.

## Culture de NaNoWriMo
Pour réussir, un auteur doit écrire en moyenne 1667 mots par jour, qui représente environ quatre pages à interligne simple. À ce rythme, la plupart des participants trouvent peu de temps pour la révision, l'édition, ou même pour produire leur meilleur travail. Les organisateurs de l'événement disent que l'idée même est de s'asseoir simplement et d'écrire, indépendamment de la qualité, en utilisant la date limite comme incitation pour démarrer et mettre ses mots sur papier, quels qu'ils soient.
Il semble qu'il soit souhaité que plus de participants puissent écrire dans des cafés, grâce à des prêts possibles d'ordinateurs portables (il doit y avoir des conditions).
Le livre No Plot? No Problem!, de Chris Baty, le fondateur de NaNoWriMo, résume bien la philosophie du projet: « la quantité, pas la qualité ». Une traduction française du livre est disponible depuis 2014 chez Bragelonne sous le titre Écrivez un roman en 30 jours.

## Les dons
Bien qu’à but non lucratif, le NaNoWrimo nécessite des fonds pour vivre. Soutenu par de nombreux sponsors (Evernote, Kindle, Dropbox, et d’autres encore), le site officiel compte aussi sur les dons des participants afin de pouvoir organiser le concours chaque année. Pour ceux qui souhaitent contribuer à l’expansion du défi, il existe plusieurs façons :
Le site offre la possibilité de faire des dons mensuels déduits des impôts (aux États-Unis). Les donneurs réguliers voient leurs noms affichés sur la plateforme en guise de remerciement.
Il est possible de faire des dons via d’autres plateformes, en partenariat avec le NaNoWriMo :
- AmazonSmile, Goodshop et  Writer’s Digest Shop versent des fonds à la plateforme pour tout achat.
- Le moteur de recherche GoodSearch verse un centime par recherche effectuée.
- Sur DonateCarUsa[14], faites don de votre voiture : déduits des impôts (aux États-Unis), les bénévoles viennent la chercher gratuitement et la revendent. Les profits sont ensuite reversés au NaNoWriMo.

Acheter des produits dérivés via le site officiel permet également de soutenir le NaNoWriMo : t-shirts, posters, tasses, sacs, papeteries, etc.
Les donateurs les plus généreux (au-delà de 300$) ont l’opportunité d’assister à The Night of Writing Dangerously Write-a-thon. Soirée déguisée, musique, buffet et champagne accompagnent ce marathon d’écriture nocturne, dont le but est également de soulever des fonds. En 2016, 56 000$ furent récoltés, permettant l’organisation de la session 2017. Les plus gros donateurs sont repartis avec des prix : un ordinateur, une tablette numérique, les services d’un coach en écriture, etc.

## Participations
- En 2012 : 341 375 participants au NaNoWriMo[16].
- En 2013 : 444 514 participants au NaNoWriMo[17].
- En 2014 : 243 831 participants, dont 40 396 ayant atteint l'objectif des 50 000 mots[18].
- En 2015 : 451 498 participants (record de participation), dont 40 426 ayant atteint l'objectif des 50 000 mots[18].
- En 2016 : 312 897 participants, dont 34 678 ayant atteint l'objectif des 50 000 mots[19].
- En 2017 : 306 230 participants, dont 34 214 ayant atteint l'objectif des 50 000 mots[1].